# ダヴィド・ペル
ダヴィド・ペル (David Per、1995年2月13日 - ) はスロヴェニア、デレーニェ・クローノヴォ出身の自転車競技選手。

## 主な成績
2012
 スロヴェニア選手権タイムトライアルU23 優勝
2013
 スロヴェニア選手権タイムトライアルU23 優勝
 上部オーストリア・ジュニア・ルントファールト 優勝
区間1勝 (Stage 2)
ツアー・オブ・イストリア 2位
区間1勝 (Stage 1)
トロフェオ・カールスベルク 総合6位
トロフェオ・グウィド・ドリゴ 9位
2014
 スロヴェニア選手権タイムトライアルU23 優勝
ツアー・オブ・ズバラ 5位
 新人賞
2015
 スロヴェニア選手権タイムトライアルU23 優勝
スロヴェニア選手権タイムトライアル 7位
2016
ロンド・ファン・フラーンデレンU23 優勝
GPラグーナ 2位
カテクルス 4位
GPアドリア・モバイル 4位